# Neon Bunny
Neon Bunny, pseudònim de Yoojin Lim, és una música del moviment de la música indie sud-coreana, concretament de la música electrònica i música pop. A la novena edició anual dels Premis Musicals Coreans del 2012, guanyà pel Millor Àlbum de Pop per Seoulight.
Abans del seu debut en solitari, Neon Bunny era una teclista de sessió per al grup de indie rock sud-coreà The Black Skirts. El seu debut va ocórrer el 2011 amb l'àlbum Seoulight. Després del debut, llençà un EP titulat Happy Ending el 2012 a continuació de Seoulight.
El 2014, Neon Bunny llençà el senzill "It's You." El 2015, llençà "Romance in Seoul", el qual va ser posicionat com al número 8 a la llista de Noisey "Top 20 K-pop Songs of 2015". El 2016, llençà "Forest of Skyscrapers", el vídeo inspirat per pel·lícules de Wong Kar-wai i l'animació japonesa com Akira.
El 13 de juliol de 2016 llençà el segon àlbum Stay Gold, el qual inclou les cançons "It's You," "Romance in Seoul" i "Forest of Skyscrapers."